# Giải thưởng Điện ảnh Hồng Kông lần thứ 5
Giải thưởng Điện ảnh Hồng Kông lần thứ năm được tổ chức năm 1986 tại Hồng Kông.

## Danh sách các đề cử và giải thưởng
| Phim hay nhất                            | Phim hay nhất            | Phim hay nhất |
| Phim                                     | Tên tiếng Anh            |               |
| ---------------------------------------- | ------------------------ | ------------- |
| Câu chuyện cảnh sát (警察故事)           | Police Story             |               |
| Nữ nhân tâm (女人心)                     | Women                    |               |
| Phi pháp di dân (非法移民)               | Illegal Immigrant        |               |
| Cương thi tiên sinh (殭屍先生)           | Mr. Vampire              |               |
| Đạo diễn xuất sắc nhất                   |                          |               |
| Đạo diễn                                 | Phim                     |               |
| Trương Uyển Đình                         | Phi pháp di dân          |               |
| Hồng Kim Bảo                             | Đích tâm                 |               |
| Lưu Quan Vĩ                              | Cương thi tiên sinh      |               |
| Thành Long                               | Câu chuyện cảnh sát      |               |
| Quan Cẩm Bằng                            | Nữ nhân tâm              |               |
| Kịch bản hay nhất                        |                          |               |
| Biên kịch                                | Phim                     |               |
| Lục Kiếm Minh Đặng Vinh Quang            | Thác điểm uyên ương      |               |
| Khâu Đới An Bình Lê Kiệt                 | Nữ nhân tâm              |               |
| Ngô Tư Viễn                              | Pháp ngoại tình          |               |
| La Khải Nhuệ                             | Phi pháp di dân          |               |
| Hoàng Ưng Hoàng Bỉnh Diệu Tư Đồ Trác Hán | Cương thi tiên sinh      |               |
| Nam diễn viên chính xuất sắc nhất        |                          |               |
| Diễn viên                                | Phim                     |               |
| Trịnh Tắc Sĩ                             | Hà tất hữu ngã           |               |
| Thành Long                               | Câu chuyện cảnh sát      |               |
| Thành Long                               | Đích tâm                 |               |
| Hứa Quan Văn                             | Trí dũng tam bảo         |               |
| Châu Nhuận Phát                          | Nữ nhân tâm              |               |
| Nữ diễn viên chính xuất sắc nhất         |                          |               |
| Diễn viên                                | Phim                     |               |
| Vương Tiểu Phượng                        | Thác điểm uyên ương      |               |
| Mâu Khiên Nhân                           | Nữ nhân tâm              |               |
| Lâm Thanh Hà                             | Câu chuyện cảnh sát      |               |
| Hạ Văn Tịch                              | Hoa nhai thời đại        |               |
| Diệp Đức Nhàn                            | Pháp ngoại tình          |               |
| Nam diễn viên phụ xuất sắc nhất          |                          |               |
| Diễn viên                                | Phim                     |               |
| Mạnh Hải                                 | Hoàng gia sư tả          |               |
| Hoắc Diệu Lương                          | Tái kiến thất nhật tình  |               |
| Lâm Chánh Anh                            | Cương thi tiên sinh      |               |
| Lâu Nam Quang                            | Cương thi tiên sinh      |               |
| Nữ diễn viên phụ xuất sắc nhất           |                          |               |
| Diễn viên                                | Phim                     |               |
| Diệp Đức Nhàn                            | Hoa nhai thời đại        |               |
| Kim Yến Linh                             | Nữ nhân tâm              |               |
| Trần Uyển Lệ                             | Nữ nhân phong tình thoại |               |
| Vương Tiểu Phượng                        | Bình an dạ               |               |
| Diễn viên mới xuất sắc nhất              |                          |               |
| Diễn viên                                | Phim                     |               |
| Trần Uyển Lệ                             | Nữ nhân phong tình thoại |               |
| Dương Tử Quỳnh                           | Hoàng gia sư tả          |               |
| Trịnh Hạo Nam                            | Ái thần nhất hào         |               |
| Lâu Nam Quang                            | Cương thi tiên sinh      |               |